# Pandanus poronaliva
Pandanus poronaliva är en enhjärtbladig växtart som beskrevs av Benjamin Clemens Masterman Stone. Pandanus poronaliva ingår i släktet Pandanus och familjen Pandanaceae. Inga underarter finns listade.